# Il-yeon
Jeon Gyeongmyeong (전견명?, 全見明?, detto Il-yeon o Iryeon (일연?, 一然?), nome formale: Hoe-yeon (회연?, 晦然?); 1206 – 1289) è stato un monaco buddhista, scrittore e storico coreano, riconosciuto come uno dei maggiori precettori buddhisti del periodo Goryeo.
Il-yeon divenne monaco a Muryangsa all'età di nove anni e superò l'esame di selezione a monaco Seon alla giovane età di 22 anni. Successivamente confermò la sua fama acquisendo il titolo di Gran Maestro all'età di 54 anni.
Gli fu offerta, dal Re Chungnyeol di Goryeo la massima carica di precettore religioso nazionale all'età di 78 anni, ma rifiutò. Il Re insistette assegnandogli comunque il titolo onorifico e fu costretto a raggiungere la corte nella capitale Kaesŏng. Questo fu però per breve tempo perché, con il pretesto di raggiungere la madre malata, tornò presto alle sue montagne dove viveva, meditava e studiava. 
Il-yeon era uno scrittore e letterato di altissimo livello ed estremamente prolifico, tanto che la tradizione vuole che abbia scritto più di 80 volumi su argomenti buddisti. Solo uno dei suoi testi sopravvive: il testo epico Samguk Yusa.